# سحلية مخوذة
السحالي المخوذة أي ذات خوذة (الاسم العلمي: Corytophanidae)، فصيلة من السحالي، مستوطنة في العالم الجديد. يعرف منها تسعة أنواع من ثلاثة أجناس.